# Nier: Automata
Nier: Automata – fabularna gra akcji przedstawiona z perspektywy trzeciej osoby, wyprodukowana przez studio PlatinumGames. Gra została wydana przez Square Enix. Jej premiera odbyła się 23 lutego 2017 roku na konsoli PlayStation 4 i 17 marca 2017 roku w Europie na komputerach osobistych z systemem Windows. Jest kontynuacją gry Nier, spin-offu serii Drakengard.

## Fabuła
Fabuła Nier: Automata rozgrywa się w dalekiej przyszłości, po inwazji obcych, którzy prawie doszczętnie zniszczyli cywilizację ludzi. Przetrwały tylko pojedyncze jednostki, które żyją w bazach księżycowych. Android płci żeńskiej o imieniu YoRHa No.2 Type B zostaje skonstruowany przez ocalałych i wysłany na Ziemię w celu pokonania wrogów. Wraz z nią wyrusza android zwiadowczy YoRHa No. 9 Model S.
W grze obecny jest główny wątek fabularny oraz wiele zadań pobocznych. Zaimplementowano 26 zakończeń gry. Aby ujrzeć jedno z nich, wystarczy kilka minut gry.

## Rozgrywka
Nier: Automata  to fabularna gra akcji przedstawiona z perspektywy trzeciej osoby. Zawiera w sobie także elementy z innych gatunków takich jak: hack and slash, shoot 'em up, bijatyki i tekstowej gry przygodowej. Gracz wciela się w YoRHa No.2 Type B. Bohaterka może przemieszczać się pieszo, na grzbietach zwierząt oraz przy pomocy mechów. Rozgrywka skupia się na walce z przeciwnikami – w tym z bossami – przy pomocy różnych umiejętności i broni. Wykonywanie zadań i pokonywanie wrogów pozwala postaci gracza zyskać punkty doświadczenia oraz pieniądze, które pozwalają rozwijać postać. Obecny jest także system tworzenia przedmiotów.
W grze nie ma trybu rozgrywki wieloosobowej, jednakże znajduje się tzw. „system online”. Jego działanie polega na tym, że gdy postać zginie, to traci część ekwipunku (m.in. „plug-in chip”) i aby odzyskać utracone rzeczy należy dotrzeć do miejsca śmierci. Istnieje także opcja naprawienia androida, który przez pewien czas będzie pomagał graczowi w walce. Można naprawiać także androidy, którymi grali inni gracze.

## Odbiór
Gra spotkała się z pozytywnymi reakcjami krytyków, uzyskując w agregatorze Metacritic średnią z ocen wynoszącą 88/100 punktów na PlayStation 4 i 84/100 na komputerach osobistych oraz 88,74% na PlayStation 4 i 86,80% na komputerach osobistych według serwisu GameRankings. Recenzent serwisu Gry-Online pochwalił produkcję za oryginalne przedstawienie postaci, wiele zwrotów akcji w historii, ciekawe zadania poboczne, dużą liczbę zakończeń gry, system walki oraz ścieżkę dźwiękową. Skrytykował natomiast przestarzałą oprawę graficzną (modele składające się z małej liczby wielokątów, niskiej jakości tekstury i nie najlepsze oświetlenie), problemy ze stabilnością gry oraz „pusty świat”.
Pod koniec maja 2017 roku sprzedano 1,5 miliona egzemplarzy gry, a we wrześniu 2017 roku ponad 2 miliony.